# Pierre Guillissen
Pour les articles homonymes, voir Guillissen.
Pierre Guillissen, né le 9 avril 1920 à Anderlecht et mort le 10 avril 1989 Braine-l'Alleud, est un architecte fonctionnaliste belge des années 1960 et 1970.

## Réalisations de style fonctionnaliste

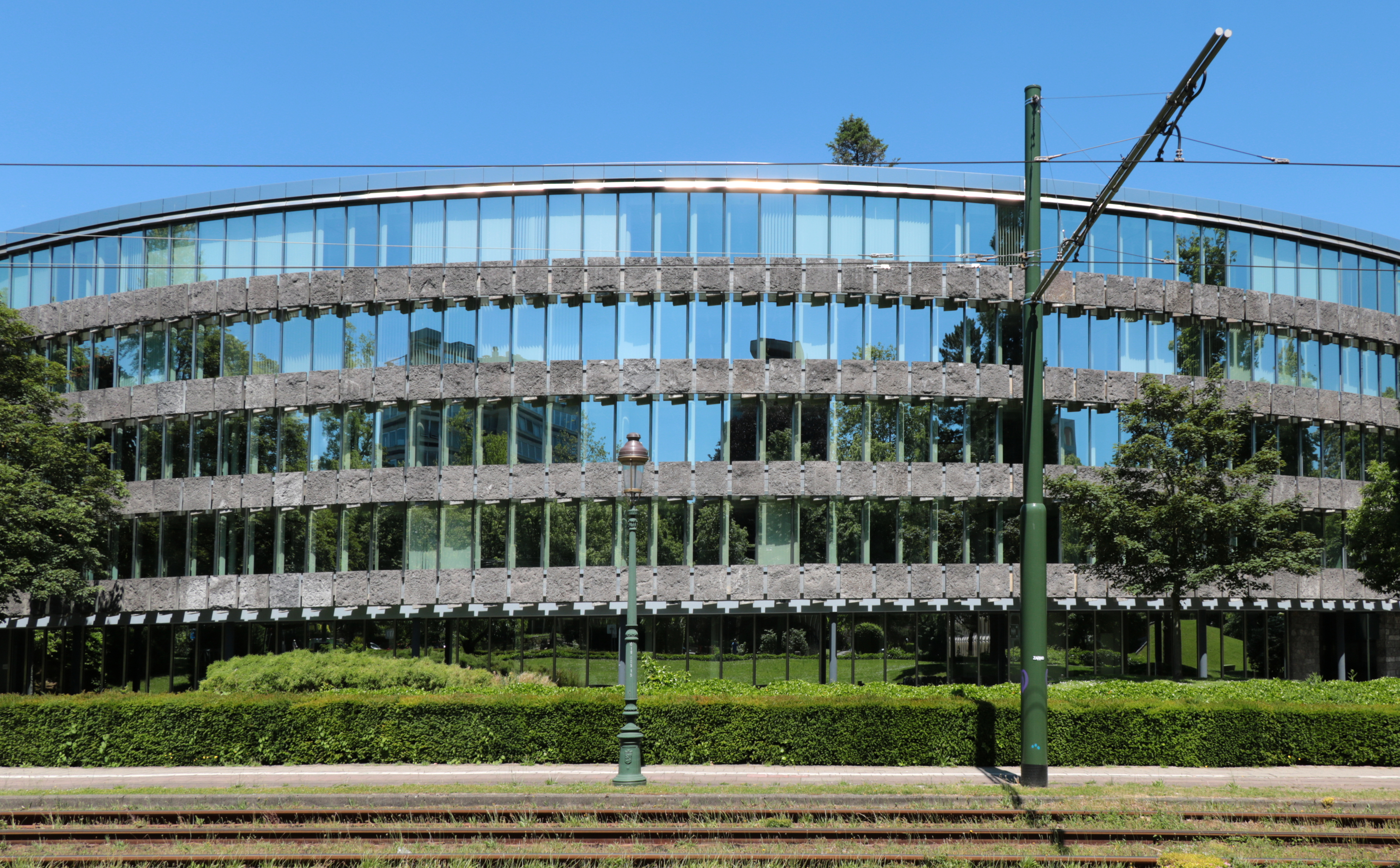
Immeuble Glaverbel.

- 1963-1967 Immeuble Glaverbel, chaussée de la Hulpe 116 à Bruxelles (Renaat Braem, Pierre Guillissen, André Jacqmain, Victor Mulpas)[2],[3],[4]

bâtiment de plan circulaire doté de façades-rideaux composées d'une superposition d'allèges en croûte de pierre bleue et de châssis métalliques
- 1968-1980 Siège de la Générale de Banque, rue Ravenstein 29 à Bruxelles (Pierre Guillissen, Hugo Van Kuyck, Christian Housiaux, Jean Polak)[5]

## Réalisations de style néoclassique
- 1965-1968 Siège de la Société Générale de Belgique (Hugo Van Kuyck, Pierre Guillissen, Christian Housiaux) (travaux effectués de 1968 à 1980)[6]